# Fabián Mazzei
Fabián Nicolás Mazzei (Buenos Aires, 18 gennaio 1966) è un attore argentino naturalizzato spagnolo.
D'origine italiana, è famoso come Horacio di Paso adelante.

## Biografia
Nato a Buenos Aires il 18 gennaio 1966. I suoi antenati provenivano dalla Calabria, nello specifico dalla provincia di Cosenza (Contrada Marinella, Campora San Giovanni, frazione del comune di Amantea). Il 14 dicembre 2013 ha sposato l'attrice Araceli González.

## Carriera
Il suo percorso professionale è ricco di cambiamenti: è stato venditore di sacchi per pattumiere, sanitari e farina, poi insegnante di educazione fisica per poi diventare ancora autista di taxi.
Dopo alcuni corsi di comportamento con Agustín Alezzo, ha iniziato a girare decine di spot pubblicitari. Ha cominciato in teatro, nel 1989 con Soledad rimediò cuatro continuando quindi con altre parti in Delirante Leticia e Gupta.
Al cinema, ha preso parte alla pellicola Apariencias ed ha girato alcuni cortometraggi. La sua fama è iniziata in televisione nel 1990 con Socorro quinto año e Los otros y nosotros. Da allora ha interpretato parecchie serie televisive argentine di grande ascolto come Amigovios, Como pan caliente, Gasoleros (1998), Campeones de la vida (1999), El sodero de mi vida (2001), l'episodio "El hombre araña" di Tiempo final, 1000 millones (2002) e Rebelde Way (2002-2003). In Italia è noto per aver interpretato Horacio in Paso adelante nelle ultime tre stagioni del telefilm (2003-2005), andato in onda su Italia 1. È stato uno dei protagonisti in Alma pirata (2006) nel ruolo di Ivan. Nel 2006 è nel film animazione il topolino Marty e la fabbrica di perle regia di Juan Pablo Buscarini. Ha inoltre partecipato alla fiction italiana intitolata Terra ribelle di Cinzia TH Torrini (2010), trasmessa su Rai Uno, nel ruolo di Lucio. Nel 2014 è nel cast di Una famiglia quasi perfetta interpreta Andrès Saldivar. Nel 2014 è anche nella serie tv La celebración interpreta Emilio.

## Filmografia

### Cinema
- Aparencias, regia di Alberto Lecchi (2000)
- Entre los dioses del desprecio, regia di Alfredo E. Rivas (2001)
- Il topolino Marty e la fabbrica di perle (El ratón Pérez), regia di Juan Pablo Buscarini (2006) - voce
- Rojo Intenso, regia di Javier Elorrieta (2006)
- Fronteras, regia di Sabrina Farji (2014)

### Televisione
- Los otros y nosotros - serie TV, 3 episodi (1989)
- Amigovios - serie TV, 5 episodi (1995)
- Como pan caliente - serie TV, 3 episodi (1996)
- Gasoleros - seriial TV, 5 episodi (1998)
- Campeones de la vida - serie TV, 262 episodi (1999-2000)
- Tiempo final - serie TV, 1 episodio (2000)
- El sodero de mi vida - serie TV, 22 episodi (2001)
- 1000 miliones - serial TV, 4 episodi (2002)
- Rebelde Way - serial TV, 7 episodi (2002-2003)
- Paso adelante (Un paso adelante) - serie TV, 40 episodi (2003-2005)
- Alma pirata - serial TV, 1 episodio (2006)
- Don Juan y su bella dama - serial TV, 14 episodi (2008)
- Terra ribelle - serie TV, 7 episodi (2010)
- Tiempo de pensar - serie TV, 1 episodio (2011)
- Una famiglia quasi perfetta (Somos familia) - serial TV, 3 episodi (2014)
- La celebración - miniserie TV, 1 episodio (2014)
- Fronteras - miniserie TV, 3 episodi (2015)
- Ultimátum - serie TV, 10 episodi (2016)

## Doppiatori italiani
- Riccardo Rossi in Paso adelante
- Christian Iansante in Terra ribelle
- Roberto Accornero in Una famiglia quasi perfetta